# Урдайлес, Эндрю
Эндрю Урдайлес (англ. Andrew Urdiales; 4 июня 1964, Чикаго, Иллинойс — 2 ноября 2018) — американский серийный убийца. Был признан виновным в изнасиловании и убийстве как минимум 8 женщин на территории штатов Иллинойс и Калифорния. Серия убийств произошла в период с января 1986 по август 1996 года. Свою вину Урдайлес полностью признал.

## Ранние годы
Эндрю Урдайлес родился 6 июня 1964 года в Чикаго, штат Иллинойс в семье Альфреда и Маргарет Урдайлес, помимо Эндрю в семье было еще пятеро детей. Оба родителя Эндрю страдали биполярным аффективным расстройством и вели маргинальный образ жизни, в связи с чем детство Эндрю прошло в социально-неблагополучной обстановке, многие члены семьи Урдайлес с юношеских лет демонстрировали деструктивное поведение и сексуальные девиации. Тяжелым травмирующим фактором для ухудшения психологической атмосферы в семье послужила гибель старшего брата Эндрю — Альфреда Урдайлеса-младшего, который был призван в армию США и погиб во Вьетнаме 7 февраля 1968 года в возрасте 18 лет.
Мать Эндрю, Маргарет, помимо психического заболевания, после гибели старшего сына стала злоупотреблять алкоголем и впоследствии умерла от цирроза печени в возрасте 45 лет. Оба родителя подвергали детей физическому насилию. Один из братьев Эндрю страдал нарушением сексуального поведения и впоследствии был женат 7 раз. У сестры Урдайлеса — Филлис — с юношеских лет были так же диагностированы признаки биполярного аффективного расстройства, вследствие чего девушка проявляла тенденцию к суицидальной идеации. Ещё одна сестра Эндрю — Синтия — с юношеских лет демонстрировала непристойное поведение, вследствие чего часто подвергалась физическому насилию со стороны родителей. Старший брат Урдайлеса, Артур Урдайлес страдал раздвоением личности.
В середине 1970-х годов двоюродный брат Эндрю Урдайлеса по имени Ричард был замечен в сексуальном домогательстве по отношению к сестрам Эндрю — Монике и Синтии, за что был избит их отцом. Впоследствии сам Эндрю и Моника были замечены в инцесте, но оба впоследствии это отрицали. Эндрю Урдайлес посещал «Thornridge High School», которую окончил в 1982 году. В школьные годы Урдайлес в силу своей интровертности был мало популярен в школе и носил статус социального изгоя, по причине чего периодически подвергался нападкам других учеников.
После окончания школы Урдайлес завербовался в армию США. Он был зачислен в Корпус морской пехоты США, но не был популярен среди сослуживцев и отличался низкой коммуникабельностью. C 1984 по 1991 год Урдайлес проходил службу на военной базе «Camp Pendleton», расположенной в округе Сан-Диего

## Серия убийств
Свое первое убийство Эндрю Урдайлес совершил вечером 18 января 1986 года на парковке «Saddleback Community College» в городе Мишен-Вьехо. Жертвой стала 23-летняя студентка Робин Брэндли, которая в тот день работала волонтером на благотворительном концерте в стенах колледжа. Урдайлес напал на девушку в тот момент, когда она возвращалась к своей машине, и нанес ей 41 ножевое ранение, от которых жертва мгновенно скончалась. Жертва не была изнасилована. Долгое время вплоть до разоблачения Урдайлеса основным подозреваемым в убийстве была другая студентка, которая находилась в состоянии затяжного конфликта. Следствие предполагало, что Урдайлес действительно во время совершения им своего первого убийства имел сообщника. Сам Урдайлес после ареста так и не смог объяснить причины своего нахождения в тот день возле колледжа и не пожелал объяснить мотива убийства девушки, с которой не был знаком, эти аргументы впоследствии приводились в пользу версии, что Эндрю Урдайлес действовал не один.
17 июля 1988 года Урдайлес посадил в свой автомобиль в округе Риверсайд 29-летнюю проститутку по имени Джули Макги. Он отвез ее в пустынную местность в пределах города Катидрал-Сити, где после полового акта застрелил и забрал ее личные вещи и деньги, после чего избавился от тела, не оставив улик и никаких зацепок следствию. 25 сентября 1988 году Эндрю Урдайлес совершил третье убийство.  Жертвой стала 31-летняя проститутка по имени Мэрри Энн Уэллс, которой убийца заплатил 40 долларов за оказание сексуальных слуг в городе Сан-Диего. Урдайлес после совершения полового акта застрелил женщину, похитил ее ценности и личные вещи, после чего бросил тело в одном из переулков. На месте преступления Урдайлес оставил использованный презерватив со своими биологическими следами.
16 апреля 1989 года Урдайлес совершил убийство 20-летней Тэмми Эрвин, которая, как и предыдущие жертвы Урдайлеса, подрабатывала проституцией. Преступник отвез Эрвин в отдаленные районы города Палм-Спрингс, где после секса трижды выстрелил в голову девушки, после чего оставил тело на месте преступления и сумел незамеченным скрыться. В 1990 году у 26-летнего Урдайлеса возникли романтические отношения с 15-летней девушкой, которая в итоге забеременела. Факт интимной связи с несовершеннолетней стал причиной тому, что в 1991 году Урдайлес был вынужден уволиться из рядов армии США и вернуться к родителям в штат Иллинойс.
Ранней осенью 1992 года Урдайлес снова вернулся в Калифорнию, где 28 сентября 1992 года посадил в свой автомобиль 19-летнюю автостопщицу Дженнифер Эсбенсон. Похититель отвез девушку в пустынную местность города Палм-Спрингс, где угрожая ножом, избил и изнасиловал ее. В ходе последующих манипуляций Урдайлес связал Эсбенсон и посадил ее в автомобиль, но девушке удалось сбежать от преступника, остаться в живых и заявить об этом инциденте в полицию.
Весной 1995 года во время отпуска Эндрю Урдайлес снова вернулся в Калифорнию, где 11 марта в окрестностях города Палм-Спрингс зарезал 32-летнюю проститутку Дэннис Мани. Все последующие убийства Урдайлес совершал на территории округа Кук в штате Иллинойс, где проживал. Убийство Лоры Уйлаки, округ Кук, штат Иллинойс.
15 апреля 1996 года Урдайлес посадил в свой автомобиль 25-летнюю проститутку Лору Уйлэки и отвез в окрестности Волчьего озера, после интимной близости Урдайлес дважды выстрелил Уйлэки в голову, бросил ее обнаженное тело в озеро и скрылся с места происшествия. Тело погибшей было найдено на следующий день.
14 июля 1996 года преступник познакомился с 21-ней проституткой Кассандрой Корум. После того как девушка оказалась в автомобиле, Урдайлес напал на нее и избил. Урдайлес отвез жетву к реке Вермиллион, на берегу которой раздел, связал девушку и убил ее выстрелом в голову, после чего сбросил труп убитой в реку. Тело жертвы было найдено на следующий день.
1 августа 1996 года Урдиалес совершил убийство 21-летней проститутки по имени Линн Хубер. Урдайлес нанес жертве 28 ножевых ранений и сбросил обнаженное тело жертвы в озеро Wolf Lake, где она была позже обнаружена только в нескольких метрах от места, где было обнаружено тело Лоры Уйлаки.

## Арест и разоблачение
В конце 1996 года Эндрю Урдайлес был задержан после агрессивного поведения по отношению к нескольким проституткам. В ходе задержания и поверхностного осмотра у Урдайлеса был изъят пистолет 38-го калибра, лицензия и разрешение на ношение которого у него отсутствовала. В ходе судебно-баллистической экспертизы пистолета было установлено, что Уйлэки, Корум и Линн Хубер были убиты именно из этого оружия, принадлежащего Эндрю Урдайлесу, в связи с чем преступник был арестован 23 апреля 1997 года по обвинению в 3 убийствах. В ходе последующего допроса Эндрю Урдайлес чистосердечно признался в убийствах трех девушек на территории штата Иллинойс и в убийстве пятерых на территории штата Калифорнии и начал активно сотрудничать со следствием. За 5 последующих дней Урдайлес поведал детали убийств Робин Бэндли, Мэри Энн Уэллс, Джули Макги, Тэмми Эрвин и Дэннис Мэйни. Так же Эндрю Урдайлес признался в нападении на Дженнифер Эсбенсон.

## Суд
Летом 1997 года Урдайлесу были предъявлены обвинения в убийстве Линн Хубер и Лори Уэлэки в округе Кук, и по обвинению в убийстве Кассандры Корум — в округе Ливингстон. Через год после ареста, в апреле 1998 года Урдайлес под давлением своих адвокатов отказался от своих признательных показаний и заявил о своей невиновности. Тем не менее, из-за юридических и политических дебатов по поводу отмены смертной казни в штате Иллинойс, открытие суда над Эндрю Урдайлесом было задержано на четыре года.
30 апреля 2001 года окружной прокурор решил приговорить Урдайлеса к смертной казни. Суд начался 8 апреля 2002 года по обвинению в убийствах Уйлэки и Хубер. Адвокаты построили тактику защиту на факте невменяемости своего подзащитного на основании того, что Урдайлес был подвергнут издевательствам в детстве, что привело в итоге к психическим, эмоциональным и поведенческим проблемам, судебно-психиатрическая экспертиза выявила у Урдайлеса признаки параноидальной шизофрении и органического поражения мозга, но признала его вменяемым и отдающим отчет в своих действиях. 31 мая 2002 года вердиктом присяжных заседателей Эндрю Урдайлес был признан виновным в убийстве Линн Хубер и Лори Уйлэки. После приговора начался суд над Эндрю Урдайлесом по обвинению в убийстве Кассандры Корум, который проходил в округе Ливингстон и 4 сентября 2002 года он был приговорен к смертной казни. 25 апреля 2004 года Урдайлес был признан виновным в убийстве Корум, на основании чего 25 мая 2004 был во второй раз приговорен к смертной казни в штате Иллинойс. После осуждения рассматривался вопрос об экстрадиции Урдайлеса в штат Калифорнию, где ему предъявлялись обвинения в 5 убийствах и новый судебный процесс. Пытаясь затянуть процесс экстрадиции, Урдайлес в 2007 году подал апелляцию на отмену смертных приговоров и настаивая на новом судебном разбирательстве, которая была отклонена в 2009 году. 10 марта 2011 года серийному убийце удалось избежать смертной казни после того, как губернатор штата Иллинойс Пэт Куинн помиловал 15 человек, которые в разные годы были приговорены к смертной казни, среди которых оказался сам Урдайлес. Но этот указ Пэта Куинна ускорил процесс экстрадиции и в октябре 2011 года серийный убийца покинул штат Иллинойс и был экстрадирован в штат Калифорния.
Суд над Урдайлесом начался 27 января 2012 года в округе Ориндж. На первом судебном заседании осужденный убийца отказался признать себя виновным в убийстве 5 женщин на территории штата Калифорнии. В 2012 году смертная казнь в штате Калифорния едва не была признана неконституционной, в связи с чем суд над Урдайлесом откладывался несколько лет после дебатов и референдума в штате Калифорнии по ускорению обжалованию апелляций осуждённых к смертной казни или полной её отмены. Судебный процесс возобновился лишь в 2015 году. Судебные заседания проходили в крайне напряженной обстановке. На судебных заседаниях присутствовали родственники жертв, в качестве свидетелей защиты Урдайлеса выступил его брат Артур, который поведал присяжным заседателям о психотравмирующих фактах из жизни Эндрю Урдайлеса, которые способствовали его моральному разложению. На суде также выступила Дженнифер Эбенистон, которая идентифицировала Урдалеса в суде как человека, который похитил и изнасиловал ее в 1992 году. 23 мая 2018 года Эндрю Урдайлес был признан виновным по всем пунктам обвинения и 5 октября 2018 года был приговорен к смертной казни.
В связи с совершением убийства Мэри Энн Уэллс Эндрю Урдайлес во время следствия проходил в качестве основного подозреваемого в совершении других убийств на территории Сан-Диего. В период с 23 июня 1985 года по 11 июля 1990 года было убито как минимум 43 девушки и женщины. Большая часть убийств была совершена в период с 23 июня 1985 года по декабрь 1988 года. Как минимум 28 жертв как и жертва Урдайлеса - Мэри Энн Уэллса являлись проститутками и были замечены в употреблении наркотических средств. Мэри Уэллс изначально была признана официально жертвой серийного убийцы, но впоследствии была исключена из списка по разным причинам. Виновность  Эндрю Урдайлеса в совершении ее убийства стала поводом для возобновления расследования серии убийств, однако в ходе дальнейшего расследования причастность Урдайлеса ни к одному из них установлена так и не была.

## Смерть
Вскоре после вынесения приговора Эндрю Урдайлес был этапирован для исполнения приговора в тюрьму Сан-Квентин, где в 23:15 по местному времени 2 ноября 2018 года был найден мертвым в своей камере.. В ходе расследования инцидент был признан самоубийством. На момент смерти Эндрю Урдайлесу было 54 года.